# Sân vận động Azteca
Sân vận động Azteca (tiếng Tây Ban Nha: Estadio Azteca; phát âm tiếng Tây Ban Nha: [esˈtaðjo asˈteka]) là một sân vận động bóng đá nằm ở Thành phố México, México. Đây là sân nhà của câu lạc bộ bóng đá Club América, Cruz Azul, và đội tuyển bóng đá quốc gia México. Sân vận động nằm ở độ cao 2.200 m (7.200 feet) so với mực nước biển. Với sức chứa chính thức là 87.523 chỗ ngồi, đây là sân vận động lớn nhất ở México. Tính đến năm 2018, sân vận động cũng là sân nhà của Cruz Azul. National Football League (NFL) có một trận đấu tại Sân vận động Azteca mỗi mùa như là một phần của Giải đấu quốc tế của họ.
Được coi là một trong những sân vận động bóng đá nổi tiếng và mang tính biểu tượng nhất trên thế giới, đây là sân vận động đầu tiên tổ chức hai trận chung kết của Giải vô địch bóng đá thế giới, trong trận chung kết World Cup 1970, Brasil đánh bại Ý 4–1, và trong trận chung kết World Cup 1986, Argentina đánh bại Tây Đức 3–2. Sân vận động cũng là nơi diễn ra trận đấu vòng tứ kết giữa Argentina và Anh khi Diego Maradona đã ghi cả hai bàn thắng nổi tiếng là "Bàn tay của Chúa" và "Bàn thắng thế kỷ". Sân vận động cũng diễn ra "Trận đấu của Thế kỷ", khi Ý đánh bại Tây Đức với tỉ số 4–3 trong hiệp phụ ở vòng bán kết. Ngoài ra, nó được lên kế hoạch để tổ chức các trận đấu trong World Cup 2026.
Sân vận động cũng là địa điểm chính cho môn bóng đá tại Thế vận hội Mùa hè 1968 và Giải vô địch bóng đá nữ thế giới 1971.

## Lịch sử

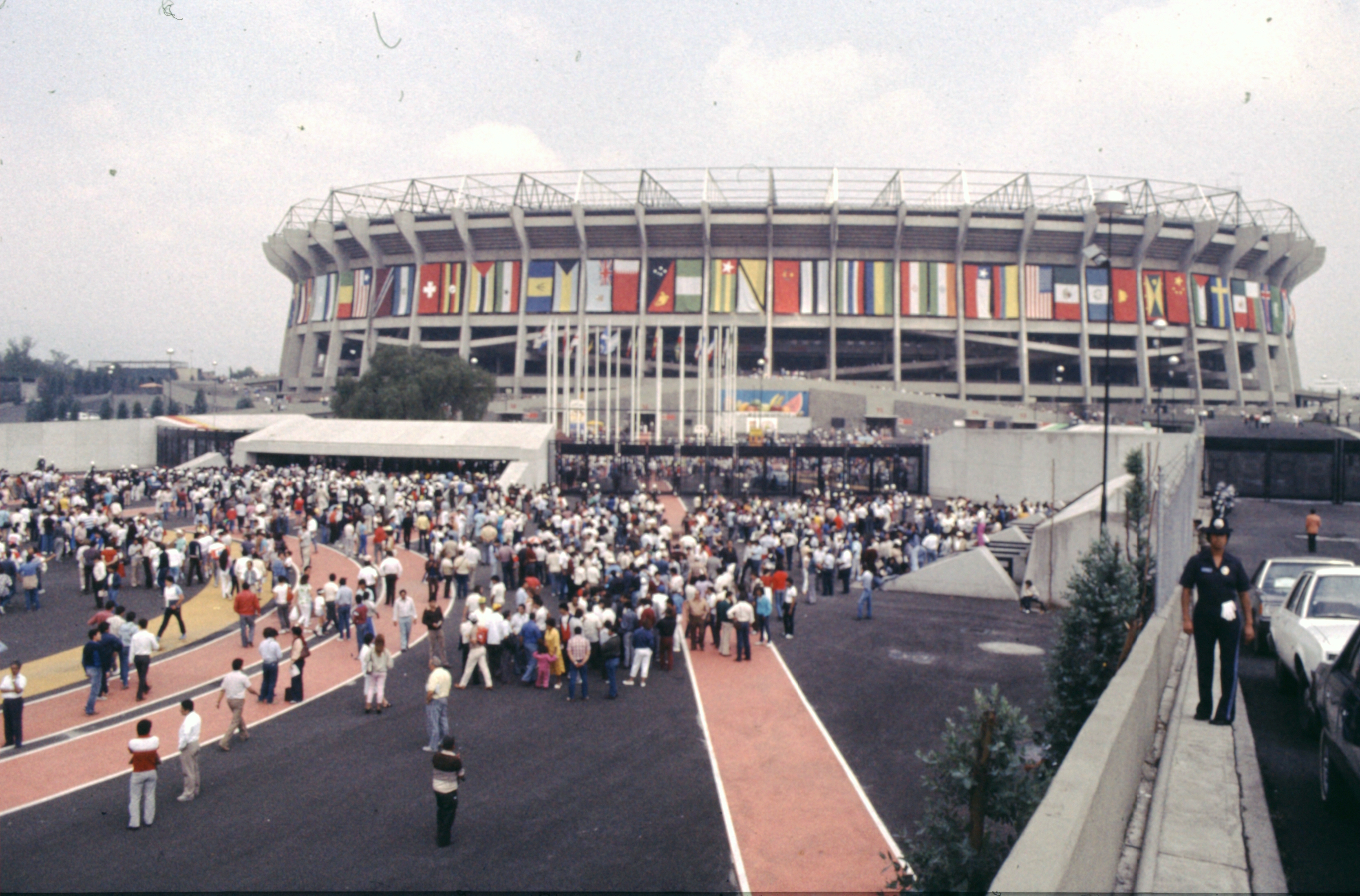
Sân vận động vào năm 1986

Sân vận động Azteca được thiết kế bởi các kiến trúc sư Pedro Ramírez Vázquez và Rafael Mijares Alcérreca và được khởi công vào năm 1961. Trận đấu khánh thành là giữa Club América và Torino F.C. vào ngày 29 tháng 5 năm 1966, với sức chứa 107.494 khán giả. Bàn thắng đầu tiên được ghi bởi Arlindo Dos Santos người Brasil và bàn thắng thứ hai được ghi bởi José Alves người Brasil; sau đó, người Ý gỡ hòa lại, kết thúc với tỷ số hòa 2–2. Tổng thống México Gustavo Díaz Ordaz thực hiện quả đá đầu tiên và chủ tịch FIFA Sir Stanley Rous là người chứng kiến.
Hệ thống chiếu sáng hiện đại được khánh thành vào ngày 5 tháng 6 năm 1966, với trận đấu đêm đầu tiên diễn ra giữa đội bóng Tây Ban Nha Valencia C.F. và Necaxa. Bàn thắng đầu tiên của trận đấu được ghi bởi cầu thủ người Honduras José Cardona cho Valencia. Roberto Martínez, hay còn gọi là Caña Brava, trở thành người México đầu tiên ghi bàn thắng trong sân vận động sau khi ghi bàn cho Necaxa. Kết quả là chiến thắng 3–1 cho Valencia.
Năm 1978, sân vận động đã tổ chức trận chung kết Cúp bóng đá Liên châu Mỹ giữa América và Boca Juniors của Argentina, và được tổ chức trận chung kết một lần nữa vào năm 1991 giữa América và Club Olimpia của Paraguay.

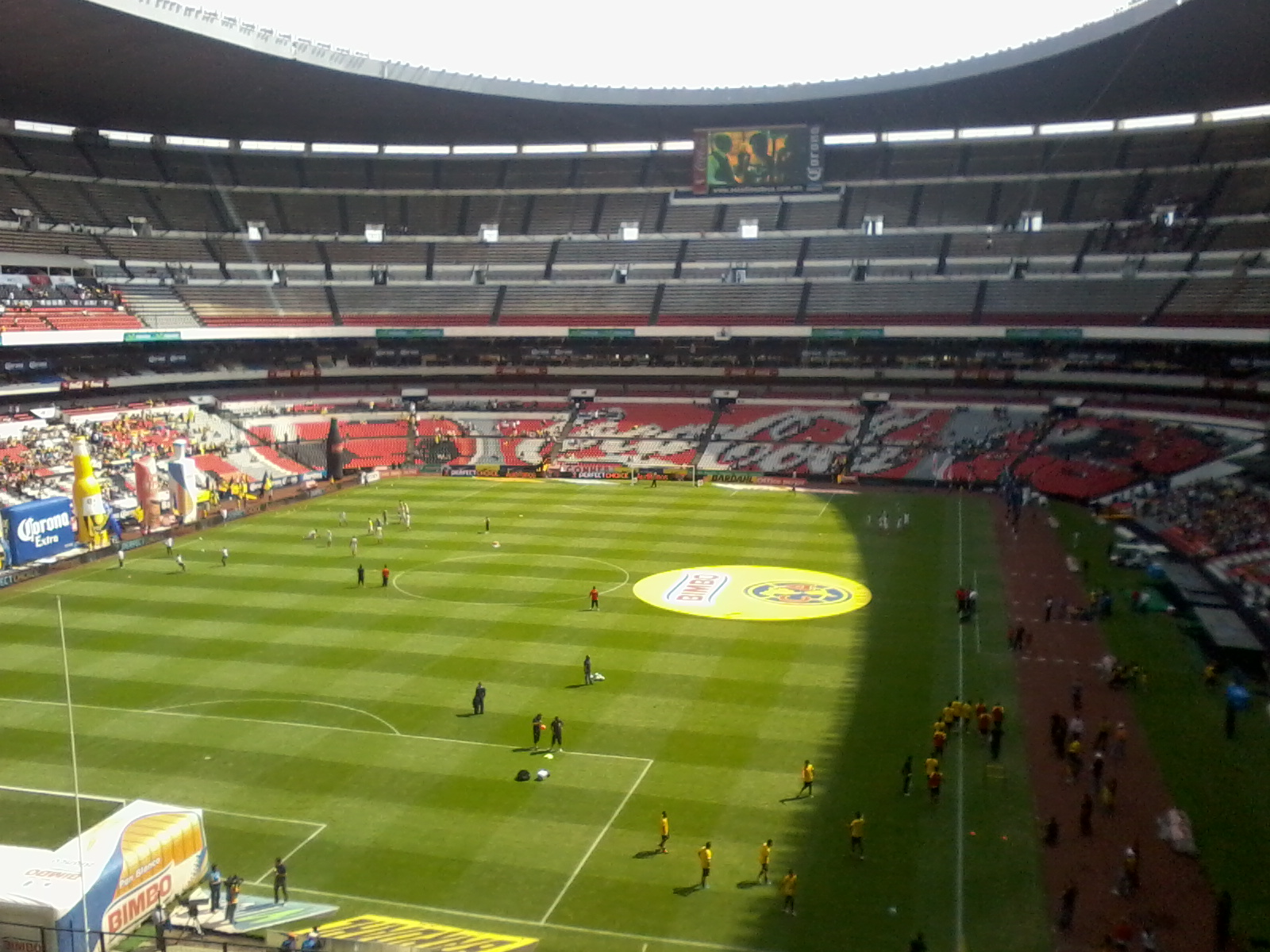
Hình ảnh Sân vận động Azteca được chụp vào ngày 25 tháng 9 năm 2011 trước trận đấu giữa Club America và Tijuana Xolos.

Sân vận động Azteca cũng là nơi Pelé và Diego Maradona (trong Giải vô địch bóng đá thế giới 1970 và 1986) nâng cao chiếc cúp lần cuối (Cúp Jules Rimet và Cúp FIFA World Cup hiện tại tương ứng).
Sân vận động Azteca cũng đã được sử dụng cho các buổi biểu diễn âm nhạc trong suốt lịch sử của sân. Michael Jackson (5 buổi diễn bán hết vé vào năm 1993), U2 (năm 2006 và 2011), Luis Miguel (năm 2002), Elton John, Maná, Juan Gabriel, Gloria Estefan, Jaguares, Lenny Kravitz, *Nsync, Hanson, Ana Gabriel, và The Three Tenors đều đã trở thành một phần của cảnh tượng chính của sân vận động. Sân vận động cũng đã được sử dụng cho các sự kiện chính trị, bao gồm cả việc tổng thống México Felipe Calderón kết thúc chiến dịch vào năm 2006, cũng như các sự kiện tôn giáo, chẳng hạn như hội nghị của Nhân Chứng Giê-hô-va và sự xuất hiện của Giáo hoàng Gioan Phaolô II vào năm 1999.
Vào tháng 4 năm 2017, đã có thông báo rằng bắt đầu từ tháng 7 năm 2018, Cruz Azul sẽ tạm thời chuyển đến Azteca do Sân vận động Azul sắp bị phá hủy. Theo chủ sở hữu câu lạc bộ Guillermo Álvarez, họ có kế hoạch xây dựng một sân vận động tư nhân mới, có thể mất khoảng ba đến bốn năm.
Sân vận động dự kiến sẽ tổ chức các trận đấu trong khuôn khổ Giải vô địch bóng đá thế giới 2026 diễn ra ở Hoa Kỳ, México và Canada. Đây sẽ là lần thứ ba Azteca tổ chức các trận đấu tại World Cup như các trận đấu năm 1970 và 1986 diễn ra tại sân vận động này. Ngoài ra, sân hiện đang cạnh tranh cho trận đấu khai mạc với Sân vận động SoFi ở Los Angeles như một địa điểm khả thi khác cho trận đấu.

### Kế hoạch cải tạo 2015–19

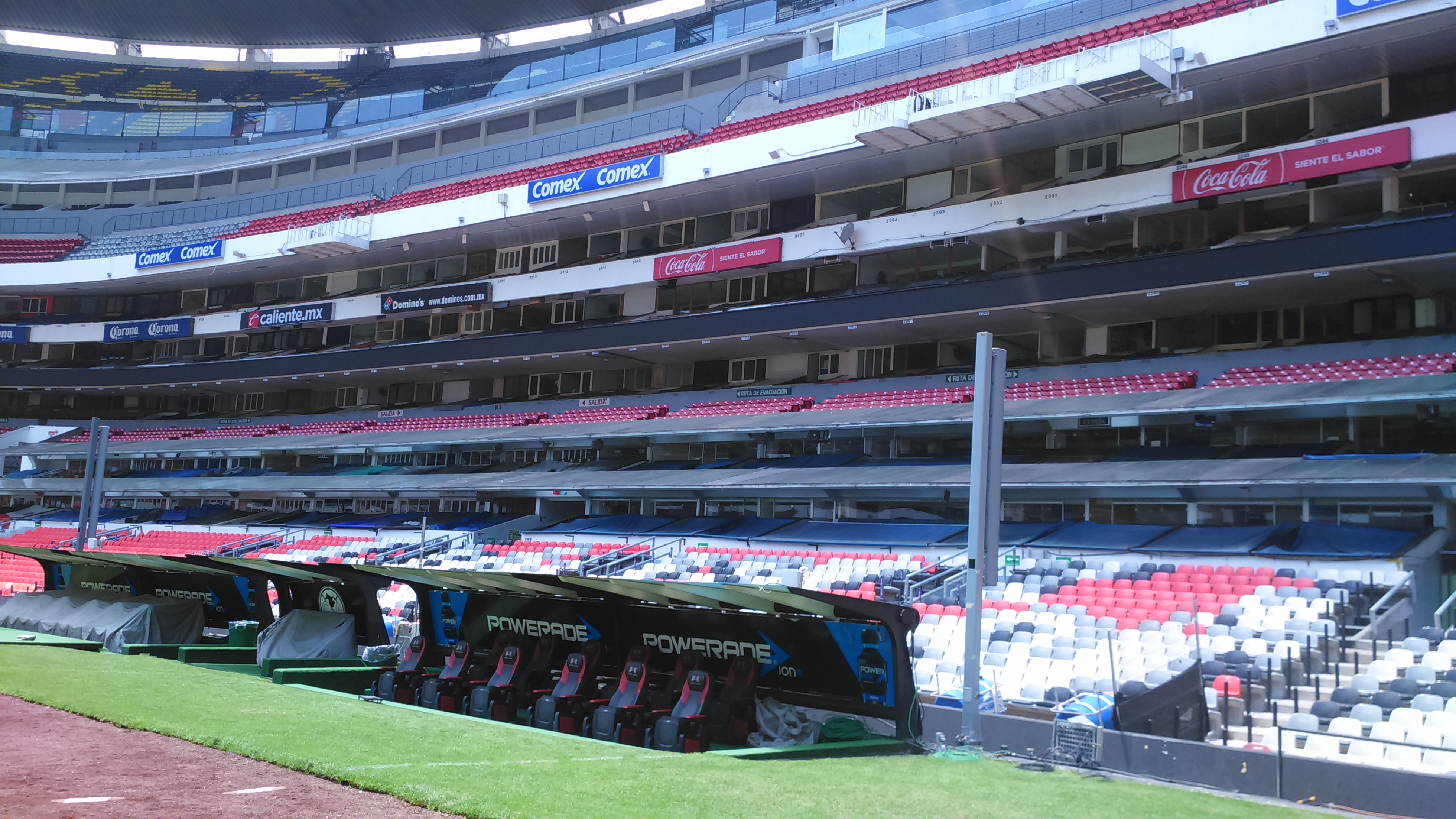
Khu vực ghế dài và khán đài bên

Sân vận động đã được cải tiến và sửa chữa dần dần, bao gồm việc thay thế chỗ ngồi trong sân vận động cũng như lắp đặt các bảng quảng cáo điện tử. Vào tháng 5 năm 2015, các bảng LED Panasonic hiện đại đã được lắp đặt ở đầu phía bắc và phía nam của sân vận động, thay thế các bảng phosphor được lắp đặt vào năm 1998.
Vào tháng 2 năm 2015, một kế hoạch cải tạo rộng lớn đã được công bố với ý định rằng việc hoàn thành dự án trùng với lễ kỷ niệm 50 năm thành lập sân vận động và kỷ niệm 100 năm thành lập của Club América vào năm 2016, cũng như việc xây dựng một trung tâm thương mại bên ngoài sân vận động sẽ được hoàn thành một thời gian vào năm 2019. Có thông tin rằng Grupo Televisa, chủ sở hữu của sân vận động, đã chấp thuận một cuộc đấu thầu liên doanh từ các công ty phát triển tư nhân IQ Real Estate và Alhel. Trung tâm, được đặt tên là "Foro Azteca", được cho là bao gồm một trung tâm mua sắm, không gian văn phòng, hai khách sạn, không gian giải trí mới và chỗ đậu xe cho 2.500 xe hơi. Việc cải tạo sân vận động được lên kế hoạch theo hai giai đoạn: giai đoạn đầu tiên là phá bỏ nhà hàng và chỗ ngồi ở khán đài phía đông phía dưới và xây dựng một khu vực khách sạn mới với không gian ăn uống và tiệc, và giai đoạn thứ hai là xây dựng các hộp truyền thông mới và các hộp bầu trời riêng ở quầy trên phía tây. Việc cải tạo sân vận động được hoàn thành vào tháng 11 năm 2016. Sức chứa cuối cùng đã giảm xuống còn 87.000 chỗ ngồi do kết quả của việc cải tạo.

## Tên gọi

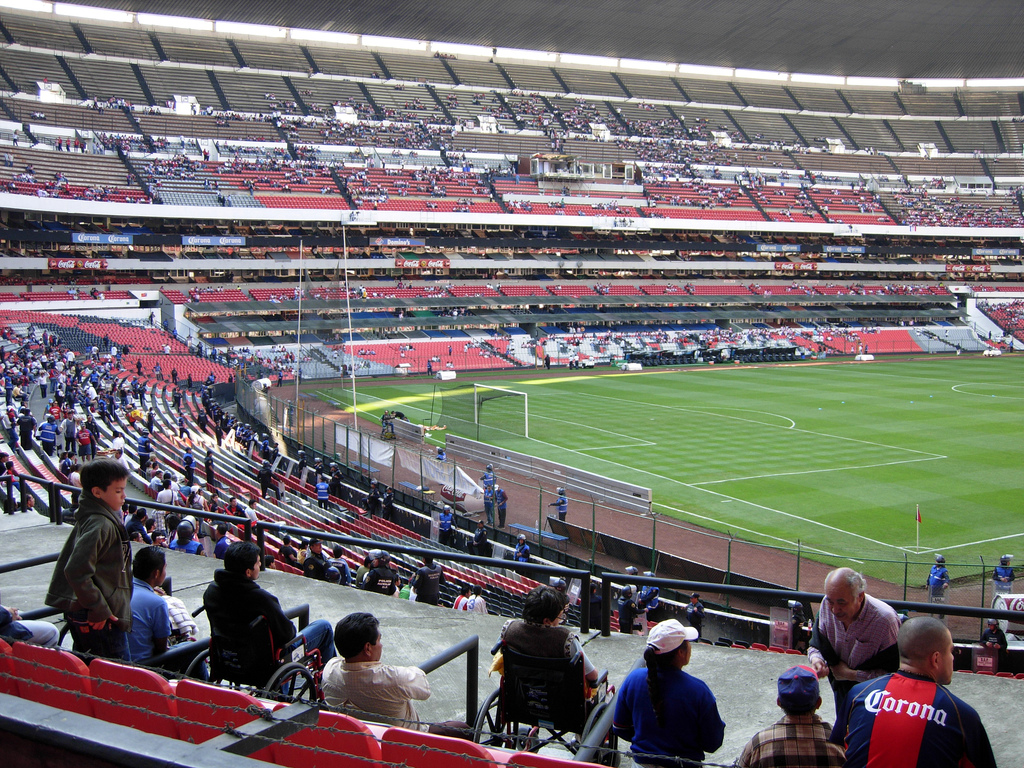
Sân vận động Azteca trước một trận đấu

Tên "Azteca" là một sự tôn vinh đối với di sản Aztec của Thành phố México. Sân vận động hiện thuộc sở hữu của tập đoàn truyền thông đa phương tiện Televisa của México, tập đoàn truyền thông có sự cạnh tranh gay gắt với TV Azteca có tên tương tự. Mặc dù có rất ít hoặc không có sự nhầm lẫn giữa sân vận động và mạng truyền hình (chỉ mới ra đời 4 năm trước vào năm 1993), Televisa đã chính thức đổi tên sân vận động thành Sân vận động Guillermo Cañedo vào ngày 20 tháng 1 năm 1997, để tưởng nhớ Guillermo Cañedo de la Bárcena, một nhà điều hành mạng hàng đầu, cựu chủ tịch Liên đoàn bóng đá México, và là thành viên nổi bật của ủy ban điều hành FIFA đã qua đời ngày hôm đó. Cũng như tình huống tương tự với Candlestick Park không còn tồn tại ở San Francisco, Hoa Kỳ và những cái tên được tài trợ của nó, một số ít bên ngoài Televisa tự lấy tên mới và hầu hết công chúng có lẽ không nghĩ về quyền sở hữu của sân vận động (ít hơn nhiều sự cạnh tranh của Televisa/Azteca) và tiếp tục đề cập đến Sân vận động Azteca theo tên ban đầu (và hiện tại) của nó. Sau khi hai người con trai của Cañedo bắt đầu quan tâm đến TV Azteca vào năm 1998, Televisa lặng lẽ quay trở lại chỉ gọi nó là Sân vận động Azteca.
Được biết đến một cách thông tục với biệt danh "Coloso de Santa Úrsula", trong tiếng Anh có nghĩa là "Colossus of Saint Ursula", do cấu trúc lớn của nó và Santa Úrsula dùng để chỉ vùng ngoại ô nơi có sân vận động.

## Ra vào
Sân được phục vụ bởi ga Azteca trên tuyến Đường sắt nhẹ Xochimilco. Tuyến này là một phần mở rộng của hệ thống tàu điện ngầm Thành phố México, bắt đầu tại ga Tàu điện ngầm Tasqueña và kết thúc ở Ga đường sắt nhẹ Xochimilco.
Vé có sẵn cho đến thời điểm bắt đầu từ phòng vé ở phía trước sân vận động, nằm về phía lối ra từ ga Azteca. Giá khởi điểm chỉ từ 100 peso México (khoảng 5 đô la Mỹ vào năm 2016) và có thể lên đến 500 peso México (khoảng 26 đô la Mỹ vào năm 2016) cho các trận đấu có tầm cỡ cao hơn.

## Đài kỷ niệm và đài tưởng niệm

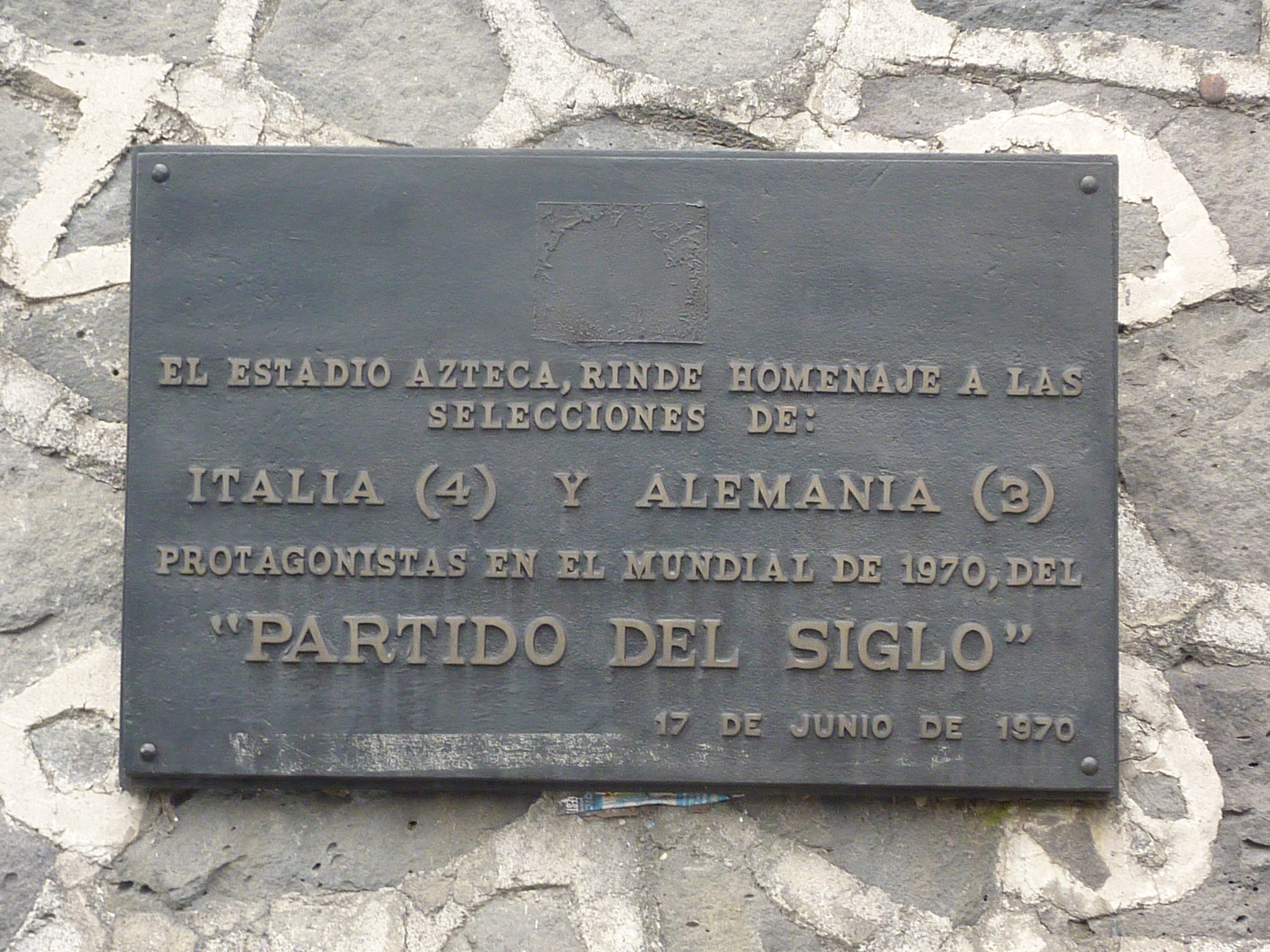
Tấm bảng kỷ niệm "Trận đấu của thế kỷ"

Một tấm bảng đồng kỷ niệm "Trận đấu của thế kỷ" giữa Ý và Tây Đức, cũng như "Bàn thắng của Thế kỷ" của Diego Maradona vào lưới Anh.
Ngoài ra còn có một tấm bảng kỷ niệm với tên của người ghi bàn thắng đầu tiên trong trận đấu khai mạc và trong trận đấu đầu tiên diễn ra vào ban đêm.

## Các sự kiện thể thao

### World Cup 1970
| Ngày                | Giờ   | Đội     | Kết quả | Đội         | Vòng          | Khán giả |
| ------------------- | ----- | ------- | ------- | ----------- | ------------- | -------- |
| 31 tháng 5 năm 1970 | 12:00 | México  | 0–0     | Liên Xô     | Bảng 1        | 107.160  |
| 3 tháng 6 năm 1970  | 16:00 | Bỉ      | 3–0     | El Salvador | Bảng 1        | 92.205   |
| 6 tháng 6 năm 1970  | 16:00 | Liên Xô | 4–1     | Bỉ          | Bảng 1        | 95.261   |
| 7 tháng 6 năm 1970  | 12:00 | México  | 4–0     | El Salvador | Bảng 1        | 103.058  |
| 10 tháng 6 năm 1970 | 16:00 | Liên Xô | 2–0     | El Salvador | Bảng 1        | 89.979   |
| 11 tháng 6 năm 1970 | 16:00 | México  | 1–0     | Bỉ          | Bảng 1        | 108.192  |
| 14 tháng 6 năm 1970 | 12:00 | Liên Xô | 0–1     | Uruguay     | Tứ kết        | 26.085   |
| 17 tháng 6 năm 1970 | 16:00 | Ý       | 4–3     | Tây Đức     | Bán kết       | 102.444  |
| 20 tháng 6 năm 1970 | 16:00 | Tây Đức | 1–0     | Uruguay     | Tranh hạng ba | 104.403  |
| 21 tháng 6 năm 1970 | 12:00 | Brasil  | 4–1     | Ý           | Chung kết     | 107.412  |

### World Cup 1986
| Ngày                | Giờ   | Đội       | Kết quả | Đội       | Vòng        | Khán giả |
| ------------------- | ----- | --------- | ------- | --------- | ----------- | -------- |
| 31 tháng 5 năm 1986 | 12:00 | Ý         | 1–1     | Bulgaria  | Bảng A      | 96.000   |
| 3 tháng 6 năm 1986  | 12:00 | México    | 2–1     | Bỉ        | Bảng B      | 110.000  |
| 7 tháng 6 năm 1986  | 12:00 | México    | 1–1     | Paraguay  | Bảng B      | 114.600  |
| 11 tháng 6 năm 1986 | 12:00 | México    | 1–0     | Iraq      | Bảng B      | 103.763  |
| 15 tháng 6 năm 1986 | 12:00 | México    | 2–0     | Bulgaria  | Vòng 16 đội | 114.560  |
| 18 tháng 6 năm 1986 | 12:00 | Anh       | 3–0     | Paraguay  | Vòng 16 đội | 98.728   |
| 22 tháng 6 năm 1986 | 12:00 | Argentina | 2–1     | Anh       | Tứ kết      | 114.580  |
| 25 tháng 6 năm 1986 | 16:00 | Argentina | 2–0     | Bỉ        | Bán kết     | 114.500  |
| 29 tháng 6 năm 1986 | 12:00 | Tây Đức   | 2–3     | Argentina | Chung kết   | 114.600  |

### Cúp liên đoàn châu lục 1999
| Ngày                | Giờ   | Đội         | Kết quả | Đội         | Vòng      | Khán giả |
| ------------------- | ----- | ----------- | ------- | ----------- | --------- | -------- |
| 25 tháng 7 năm 1999 | 12:00 | Bolivia     | 2–2     | Ai Cập      | Bảng A    | 85,000   |
| 25 tháng 7 năm 1999 | 14;30 | México      | 5–1     | Ả Rập Xê Út | Bảng A    | 85,000   |
| 27 tháng 7 năm 1999 | 18:00 | Ả Rập Xê Út | 0–0     | Bolivia     | Bảng A    | 65,000   |
| 27 tháng 7 năm 1999 | 20:30 | México      | 2–2     | Ai Cập      | Bảng A    | 65,000   |
| 29 tháng 7 năm 1999 | 18:00 | Ai Cập      | 1–5     | Ả Rập Xê Út | Bảng A    | 15,000   |
| 29 tháng 7 năm 1999 | 20:30 | México      | 1–0     | Bolivia     | Bảng A    | 55,000   |
| 1 tháng 8 năm 1999  | 12:00 | México      | 1–0     | Hoa Kỳ      | Bán kết   | 38,000   |
| 4 tháng 8 năm 1999  | 21:00 | México      | 4–3     | Brasil      | Chung kết | 110,000  |

### Bóng bầu dục Mỹ
- Vào ngày 15 tháng 8 năm 1994, Sân vận động Azteca tổ chức trận đấu American Bowl trước mùa giải giữa Houston Oilers và Dallas Cowboys, trận đấu vẫn giữ kỷ lục về số lượng khán giả nhiều nhất tại bất kỳ trận đấu NFL nào, với 112.376 người dự khán.[26] Houston Oilers đã giành chiến thắng với tỷ số 6–0.
- Vào ngày 2 tháng 10 năm 2005, trận đấu thường kỳ quốc tế đầu tiên trong lịch sử của NFL được diễn ra trên sân vận động giữa San Francisco 49ers và Arizona Cardinals. Trận đấu kết thúc với chiến thắng 31–14 cho Cardinals. Sân đã lập kỷ lục về số lượng khán giả đông nhất đến tham dự một trận đấu NFL theo mùa thông thường với 103.467 người, nhưng kỷ lục này sẽ bị phá vỡ vào năm 2009.[26]
- Vào ngày 21 tháng 11 năm 2016, Oakland Raiders đã tổ chức một trận đấu trên sân nhà cùng với Houston Texans trong khuôn khổ NFL International Series trong trận đấu đầu tiên có tên là NFL Mexico Game. Đây là trận Monday Night Football đầu tiên được tổ chức bên ngoài Hoa Kỳ.[27] Trận đấu có 76.743 khán giả dự khán trong Sân vận động Azteca đã được cải tạo lại.[28]
- Vào ngày 19 tháng 11 năm 2017, Raiders có trận đấu với Patriots tại sân vận động.[29]
- Kansas City Chiefs dự kiến có trận đấu với Los Angeles Rams tại sân vận động vào ngày 19 tháng 11 năm 2018.[30] Tuy nhiên, do điều kiện mặt sân kém do các sự kiện gần đây gây ra, cũng như mưa, NFL đã hủy bỏ sự kiện và chuyển nó đến sân nhà của Rams, Đấu trường Tưởng niệm Los Angeles.[31]
- Kansas City Chiefs đã đấu với Los Angeles Chargers vào ngày 18 tháng 11 năm 2019, với Chargers được chỉ định là đội "nhà".[32]

| Ngày                 | Đội khách            | Kết quả | Đội nhà              | Khán giả                                        |
| -------------------- | -------------------- | ------- | -------------------- | ----------------------------------------------- |
| 15 tháng 8 năm 1994  | Houston Oilers       | 6–0     | Dallas Cowboys       | 112.376                                         |
| 17 tháng 8 năm 1998  | New England Patriots | 21–3    | Dallas Cowboys       | -                                               |
| 19 tháng 8 năm 2000  | Indianapolis Colts   | 24–23   | Pittsburgh Steelers  | -                                               |
| 19 tháng 8 năm 2001  | Oakland Raiders      | 21–6    | Dallas Cowboys       | -                                               |
| 2 tháng 10 năm 2005  | San Francisco 49ers  | 14–31   | Arizona Cardinals    | 103.467                                         |
| 21 tháng 11 năm 2016 | Houston Texans       | 20–27   | Oakland Raiders      | 76.473                                          |
| 19 tháng 11 năm 2017 | New England Patriots | 33–8    | Oakland Raiders      | 77.357                                          |
| 19 tháng 11 năm 2018 | Kansas City Chiefs   | 51–54   | Los Angeles Rams     | (chuyển đến Los Angeles; điều kiện mặt sân kém) |
| 18 tháng 11 năm 2019 | Kansas City Chiefs   | 24–17   | Los Angeles Chargers | 76.252                                          |

### Buổi hòa nhạc
- Vào ngày 12 tháng 3 năm 1983, Menudo là ban nhạc đầu tiên bán hết vé một buổi hòa nhạc cá nhân tại sân vận động với sự tham dự của hơn 100.000 người.[cần dẫn nguồn]
- Vào các ngày 29, 31 tháng 10 và 7, 9 và 11 tháng 11 năm 1993, Michael Jackson kết thúc chuyến lưu diễn Dangerous World Tour với 5 buổi diễn cháy vé tại sân vận động này, với tổng số 500.000 người.[cần dẫn nguồn]
- Vào ngày 14 và 15 tháng 2 năm 1997, Gloria Estefan biểu diễn tại sân vận động.
- Vào ngày 16 tháng 6 năm 2000, Los Temerarios biểu diễn tại Sân vận động Azteca lần đầu tiên trong sự nghiệp của họ, trong một buổi hòa nhạc đã cháy vé với sức chứa tối đa, hơn 87.000 người đã tham dự. Buổi hòa nhạc này đã được quay trực tiếp.[cần dẫn nguồn]
- Ban nhạc rock Ireland U2 đã biểu diễn tại sân vận động vào ngày 15 và 16 tháng 2 năm 2006 cho chuyến lưu diễn Vertigo Tour của họ với 141.278 người tham dự chương trình.
- Vào ngày 11, 14, 15 tháng 5 năm 2011, ban nhạc rock Ireland U2 đã biểu diễn trong chuyến lưu diễn 360° Tour, ghi điểm là buổi hòa nhạc có nhiều người tham dự nhất trong chuyến lưu diễn với tổng số người tham dự là 282.978 người.[cần dẫn nguồn]
- Vào ngày 8 tháng 5 năm 2012, Paul McCartney biểu diễn tại Sân vận động Azteca lần đầu tiên trong sự nghiệp của mình, trong một buổi hòa nhạc không bán hết vé cho 53.000 người.[33]
- Vào ngày 16 tháng 4 năm 2016, Vicente Fernández đã biểu diễn buổi hòa nhạc chia tay của mình, mang tên "UN AZTECA EN EL AZTECA, ADIÓS A UN GRANDE", trước lượng khán giả cháy vé tại sân vận động với sự tham dự của hơn 100.000 người.[cần dẫn nguồn]
- Vào ngày 11 và 12 tháng 10 năm 2018, Shakira đã biểu diễn cho khoảng 200.000 người hâm mộ với chuyến lưu diễn El Dorado World Tour của cô.

### Sự kiện Cơ đốc giáo
- Mục sư người Nigeria T. B. Joshua đã tổ chức một cuộc thập tự chinh Cơ đốc giáo kéo dài hai ngày, thu hút khoảng 150.000 người trong cả hai ngày.[34]
- Từ ngày 13 đến ngày 14 tháng 12 năm 2013, Nhân Chứng Giê-hô-va tổ chức các buổi hội họp để tưởng nhớ lòng sùng kính tôn giáo của họ với một loạt các buổi biểu diễn trong các cảnh của các đoạn Kinh thánh, các chủ đề xã hội-đương đại và lễ rửa tội của Cơ đốc giáo, trong đó mỗi ngày ghi nhận sự tham gia của 105.000 tín đồ, trong số mà vào Chủ nhật, thời gian trục xuất kỷ lục là 10 phút vì lý do các sự kiện đã lên lịch khác và đến lượt 2.000 người tham gia đã chuyên tâm dọn dẹp sau mỗi sự kiện.[35][36]

### Dịch vụ tang lễ
- Lễ tang công khai cho diễn viên hài México nổi tiếng Roberto Gomez "Chespirito" Bolaños đã được tổ chức tại Azteca vào ngày 30 tháng 11 năm 2014, với sự tham dự của 40.000 khán giả. Chespirito từng là cổ động viên lâu năm của Club América.[37][38]